# Intertoto Cup 1970
De Intertoto Cup was sinds 1967 een mogelijkheid voor ploegen om in de zomer te kunnen blijven voetballen. Deze editie van 1970 werd zoals gebruikelijk gehouden tijdens deze zomerstop. Er werden alleen groepswedstrijden georganiseerd, omdat het onhaalbaar bleek om nog knock-outronden te spelen na de zomerstop. Clubs hadden daarvoor een te druk programma en de UEFA had bepaald dat ploegen die al aan UEFA-toernooien zoals de twee edities van de Europa Cup meededen, niet mochten deelnemen aan andere toernooien.
Aan deze editie van het toernooi deden 52 ploegen mee, zestien meer dan vorig jaar. Er was net als twee jaar geleden weer sprake van A- en B-groepen, maar van geografische scheiding was nog amper sprake. Dit keer waren er vijf A-groepen van vier teams en acht B-groepen van vier teams. Alle ploegen speelden zes wedstrijden. Er deden negen ploegen mee uit Zweden, acht uit West-Duitsland, zeven uit Tsjecho-Slowakije, zes uit Oostenrijk, vijf uit Nederland, vier uit België, Denemarken, Polen en Zwitserland en één uit Frankrijk.
De ploeg met de beste score van het toernooi was het Tsjecho-Slowaakse Slavia Praag uit groep B2. Het haalde 11 punten en een doelsaldo van +9. In de A-groepen haalde MVV uit Nederland de beste score: 10 punten en een doelsaldo van +7.

## De eindstanden

### Groep A1
| plaats | Club              | Doelpunten | Punten |
| ------ | ----------------- | ---------- | ------ |
| 1.     | Slovan Bratislava | 11 : 5     | 10     |
| 2.     | Borussia Dortmund | 10 : 12    | 6      |
| 3.     | Standard Luik     | 10 : 13    | 4      |
| 4.     | Malmö FF          | 9 : 14     | 4      |

### Groep A2
| plaats | Club           | Doelpunten | Punten |
| ------ | -------------- | ---------- | ------ |
| 1.     | Hamburger SV   | 9 : 4      | 10     |
| 2.     | ADO            | 12 : 5     | 9      |
| 3.     | IFK Göteborg   | 11 : 19    | 3      |
| 4.     | RSC Anderlecht | 10 : 14    | 2      |

### Groep A3
| plaats | Club           | Doelpunten | Punten |
| ------ | -------------- | ---------- | ------ |
| 1.     | Union Teplice  | 19 : 9     | 9      |
| 2.     | FC Twente      | 13 : 12    | 7      |
| 3.     | Djurgårdens IF | 8 : 13     | 4      |
| 4.     | Hannover 96    | 8 : 14     | 4      |

### Groep A4
| plaats | Club        | Doelpunten | Punten |
| ------ | ----------- | ---------- | ------ |
| 1.     | MVV         | 15 : 8     | 10     |
| 2.     | ZVL Zilina  | 16 : 9     | 7      |
| 3.     | Örebro SK   | 4 : 9      | 6      |
| 4.     | KSV Waregem | 2 : 11     | 1      |

### Groep A5
| plaats | Club           | Doelpunten | Punten |
| ------ | -------------- | ---------- | ------ |
| 1.     | VSS Košice     | 12 : 3     | 9      |
| 2.     | Atvidabergs FF | 6 : 4      | 9      |
| 3.     | MSV Duisburg   | 3 : 8      | 4      |
| 4.     | Holland Sport  | 6 : 12     | 2      |

### Groep B1
| plaats | Club                   | Doelpunten | Punten |
| ------ | ---------------------- | ---------- | ------ |
| 1.     | Eintracht Braunschweig | 14 : 4     | 10     |
| 2.     | Grasshopper-Club       | 8 : 10     | 7      |
| 3.     | IFK Norrköping         | 9 : 9      | 4      |
| 4.     | Wiener Sport-Club      | 5 : 13     | 3      |

### Groep B2
| plaats | Club               | Doelpunten | Punten |
| ------ | ------------------ | ---------- | ------ |
| 1.     | Slavia Praag       | 16 : 7     | 11     |
| 2.     | First Vienna FC    | 12 : 9     | 6      |
| 3.     | GAIS Göteborg      | 7 : 13     | 4      |
| 4.     | Servette FC Genève | 5 : 11     | 3      |

### Groep B3
| plaats | Club                | Doelpunten | Punten |
| ------ | ------------------- | ---------- | ------ |
| 1.     | Olympique Marseille | 17 : 8     | 8      |
| 2.     | Zagłębie Sosnowiec  | 11 : 10    | 7      |
| 3.     | AIK Stockholm       | 10 : 14    | 5      |
| 4.     | Lausanne Sports     | 5 : 11     | 4      |

### Groep B4
| plaats | Club          | Doelpunten | Punten |
| ------ | ------------- | ---------- | ------ |
| 1.     | Östers IF     | 16 : 8     | 8      |
| 2.     | Werder Bremen | 11 : 9     | 8      |
| 3.     | KSK Beveren   | 9 : 11     | 5      |
| 4.     | Linzer ASK    | 10 : 18    | 3      |

### Groep B5
| plaats | Club          | Doelpunten | Punten |
| ------ | ------------- | ---------- | ------ |
| 1.     | Wisła Kraków  | 11 : 3     | 10     |
| 2.     | Hvidovre IF   | 11 : 6     | 7      |
| 3.     | FC Utrecht    | 12 : 10    | 6      |
| 4.     | FC Winterthur | 8 : 23     | 1      |

### Groep B6
| plaats | Club                 | Doelpunten | Punten |
| ------ | -------------------- | ---------- | ------ |
| 1.     | Austria Salzburg     | 11 : 6     | 7      |
| 2.     | FC Kaiserslautern    | 7 : 3      | 7      |
| 3.     | Tatran Presov        | 5 : 7      | 7      |
| 4.     | Kjøbenhavns Boldklub | 4 : 11     | 3      |

### Groep B7
| plaats | Club                  | Doelpunten | Punten |
| ------ | --------------------- | ---------- | ------ |
| 1.     | Banik Ostrava         | 10 : 2     | 11     |
| 2.     | Gwardia Warschau      | 17 : 5     | 8      |
| 3.     | WSG Swarovski Wattens | 9 : 15     | 4      |
| 4.     | AB Alborg             | 7 : 21     | 1      |

### Groep B8
| plaats | Club            | Doelpunten | Punten |
| ------ | --------------- | ---------- | ------ |
| 1.     | Polonia Bytom   | 11 : 8     | 9      |
| 2.     | Tirol Innsbruck | 14 : 6     | 7      |
| 3.     | Rot-Weiss Essen | 16 : 12    | 5      |
| 4.     | AC Horsens      | 3 : 18     | 3      |